# Kraví hora (Bobravská vrchovina)
Kraví hora (305 m n. m., německy Kuhberg či Urnberg, v hantecu Monte Bú, lidově též Kravák) je kopec s městským parkem a hvězdárnou a planetáriem v centrální kotlině města Brna. Leží asi kilometr severozápadně od vrchu s hradem Špilberk, ve čtvrti Veveří. Se sousedním Žlutým kopcem je spojena mělkým sedlem, kde se nachází náměstí Míru. Geomorfologicky patří Kraví hora do Bobravské vrchoviny.

## Historie
Kopec byl od středověku využíván jako pastvina krav, od toho nejspíše pochází název, který je poprvé roku 1346 psán jako Chueberck čili Kuhberg (německy kuh – kráva, berg – hora) v souvislosti s vinicemi na kopci. Na kopci se nacházela také vinice zvaná již od 14. století jako Cimpl, Cimpel či Zimpffen, Zimpelberg, podle čehož se jmenoval pramen Žabího potoka (německy Czimpelquelle, latinsky fonte Czimpl). Ten vytékal v údolí mezi Kraví horou a Žlutým kopcem, dnešní ulicí Údolní, a později napájel městský vodovod. Během obléhání Brna Švédy roku 1645 se na Kraví hoře a Žlutém kopci nacházely šance a od roku 1655 se na nich nacházely prachárny (skladiště střeliva). Občas je Kraví hora spojována se starým názvem Urnberg, za ten je však označován Žlutý kopec (od toho starý název ulice Tomešova) či přesněji vrchol u Wilsonova lesa.

## Popis
Administrativně patří většina Kraví hory do brněnské městské části Brno-střed, katastrální území Veveří, pouze severozápadní úbočí náleží městské části a k. ú. Žabovřesky. To je zároveň jediná část Kraví hory využitá pro obytnou zástavbu. Zbytek slouží zejména rekreaci, je zde park, několik hřišť a koupaliště Kraví hora, na vrcholu kopce pak Hvězdárna a planetárium Brno a dvojice vodojemů. Severovýchodně od temene se nacházejí areály technického zázemí Masarykovy univerzity a Vysokého učení technického a provozy soukromých firem, níže při úpatí pak stojí Gymnázium Matyáše Lercha a budovy stavební fakulty VUT. Nedaleko koupaliště se při ulici Údolní nachází Centrum léčivých rostlin LF MU. Zbylé plochy na celém východním úbočí kopce pokrývá zahrádkářská osada. Na jihovýchodním konci Kraví hora prudce, téměř kolmo (vysekaným odřezem), spadá do ulic Grohova a Úvoz.
V době první republiky existoval plán vystavět na Kraví hoře brněnský univerzitní kampus. K jeho realizaci však nedošlo a současný kampus stojí v Bohunicích.
Na Kraví hoře mají svá hřiště baseballový a softballový klub VSK Technika Brno a házenkářský klub Draken Brno.

## Dostupnost
Kraví hora je z centra Brna dostupná tramvajovou linkou 4, která má konečnou stanici Náměstí Míru v jejím bezprostředním sousedství. Z druhé strany, ze Žabovřesk, sem zajíždí autobusová linka 68. V noci projíždí přes sousední náměstí Míru linka N89.